# Half-Life (jeu vidéo)
Vous lisez un « bon article » labellisé en 2007.
Pour les articles homonymes, voir HL et Halflife.
Half-Life est un jeu de tir à la première personne, développé par Valve Corporation et publié par Sierra le 19 novembre 1998 pour Microsoft Windows. Il est ensuite publié sur la plate-forme Steam depuis 2003 et disponible depuis janvier 2013 pour Mac et Linux. Le jeu utilise une version profondément modifiée du Quake engine, appelée GoldSrc. Le jeu a également été porté sur PlayStation 2 et publié le 15 novembre 2001.
Dans ce premier épisode de la saga Half-Life, le joueur incarne le docteur Gordon Freeman, un théoricien récemment diplômé qui, après des expériences de téléportation qui ont mal tourné, doit se battre contre les créatures extraterrestres accidentellement apparues dans le complexe puis contre un commando de militaires envoyés par le gouvernement pour nettoyer la zone.
À la sortie du jeu, la critique a salué sa présentation générale et ses nombreuses séquences scénarisées, et lui a remis une cinquantaine de prix le consacrant jeu de l'année au cours des années 1998 et 1999. Half-Life a grandement influencé le monde du jeu de tir à la première personne, notamment parce qu'il a été le premier jeu de cette catégorie à apporter une intrigue scénaristique forte. Depuis, ce jeu est considéré comme l'un des plus grands. Avec plus de huit millions d'exemplaires vendus depuis, Half-Life est un véritable best-seller du jeu de tir subjectif sur PC. La franchise Half-Life a connu plus de 15 millions de ventes. Il est considéré par le site jeuxvideo.com comme le meilleur jeu vidéo de tous les temps toutes plateformes confondues.

## Trame

### Univers
L'action se situe essentiellement dans une zone désertique reculée du Nouveau-Mexique dans une installation connue sous le nom de Black Mesa Research Facility (Centre de recherche de Black Mesa), un lieu fictif complexe ayant de nombreuses similitudes à la fois avec le Laboratoire national de Los Alamos et la Zone 51. Elle se déroule le 16 mai 2000.
À l'origine, le jeu était inspiré par les jeux vidéo Doom, Quake et Resident Evil, par la nouvelle de Stephen King The Mist, et d'un épisode de Au-delà du réel intitulé The Borderland. Il a été ultérieurement développé par l'écrivain et auteur Marc Laidlaw qui a écrit les livres Dad's Nuke, The 37th Mandala et a hautement participé à la réalisation du scénario du deuxième opus, Half-Life 2.

### Scénario
Half-Life relate les aventures de Gordon Freeman, chercheur au Laboratoire des matériaux anormaux du centre de recherche de Black Mesa, un gigantesque complexe scientifique top secret installé dans une base militaire désaffectée totalement enterrée sous la surface. Alors qu'il participait à une expérience sur un mystérieux échantillon de cristal, Freeman ouvre involontairement une brèche interdimensionnelle vers un monde parallèle, Xen, peuplé de créatures extraterrestres. Des aliens d'espèces et de races diverses font irruption un peu partout dans le centre et attaquent sauvagement son personnel. La salle de test est partiellement détruite par la résonance en chaîne, mais Freeman, équipé d'une combinaison de protection en milieu hostile (HEV), parvient à en sortir indemne après avoir été pris dans une tempête de portails. Après s'être remis d'un court évanouissement, il prend conscience de la catastrophe…
Le centre de Black Mesa est jonché de cadavres et des créatures particulièrement voraces pourchassent les survivants. Gordon, appuyé par d'occasionnels collègues et agents de sécurité du centre, les affronte sans autre but que celui de survivre dans l'espoir de pouvoir regagner la surface pour chercher de l'aide. Rompu au maniement des armes et ayant suivi avec succès des exercices de survie en milieu hostile au parcours d'obstacles de Black Mesa, Freeman sait exploiter avec brio un vaste arsenal et se maintenir en vie grâce à sa combinaison.
Au cours de ces péripéties, Gordon va découvrir que le gouvernement des États-Unis tente d'étouffer l'affaire en envoyant sur place un régiment de l'Unité de Combat en Environnement Hostile (une branche spéciale des Marines). De nombreux soldats très bien équipés déferlent à l'intérieur du centre dans le but de contenir l'invasion extraterrestre, mais aussi de réduire au silence tout le personnel de Black Mesa, afin qu'il ne témoigne jamais de ce qu'il a vécu. De nombreux chercheurs et agents de sécurité sont massacrés sans ménagement. Ne pouvant plus attendre de secours de la part de l'extérieur, Freeman, sur les conseils de ses collègues survivants, se fixe un nouvel objectif : tenter d'atteindre le complexe Lambda de l'autre côté du centre où il pourra trouver le moyen de se rendre sur Xen afin de mettre fin à l'invasion. Au fur et à mesure de sa progression, il devra faire face à des situations de plus en plus difficiles à gérer. Gordon pourra régulièrement apercevoir, de loin, un homme en costume cravate bleu tenant une mallette à la main et observant ses faits et gestes. Le rôle de ce mystérieux personnage, appelé « G-Man », ne sera révélé que tout à la fin du jeu. En effet, après avoir vaincu le Nihilanth, l'entité régnant sur Xen, Freeman est rejoint par le G-Man à travers un portail. Ce dernier lui explique que grâce à son travail sur Xen, ce monde est désormais sous contrôle du G-Man et de ses « employeurs ». Par ailleurs, le G-Man avoue avoir été très impressionné au cours de l'aventure par les aptitudes de Freeman et que celui-ci dispose d'un potentiel encore non utilisé. C'est pourquoi le G-Man, avec l'aval de ses employeurs, propose un emploi à Gordon. C'est à ce moment-là que le joueur doit faire un choix : le refus ou l'acceptation de la proposition du G-Man. Dans le premier cas, le joueur accède à la mauvaise fin et Gordon est renvoyé complètement désarmé sur Xen afin de combattre une armée de xeniens sans aucune chance de succès. En revanche, en choisissant de travailler pour le G-Man, Gordon saute dans un dernier portail, en entendant une dernière fois G-Man lui assurer qu'il avait fait le bon choix et qu'ils se reverraient très bientôt.
| Chapitre 1 – Arrivée à Black Mesa : Gordon Freeman rejoint son lieu de travail grâce au tram de Black Mesa. |
| Chapitre 2 – Matériaux anormaux : Freeman s'équipe pour l'expérience, puis se rend dans la salle de test pour la mener à bien. |
| Chapitre 3 – Conséquences imprévues : l'expérience échoue, l'invasion alien débute. Le joueur vit ses premiers combats contre des crabes-de-tête, des zombies et quelques autres créatures. |
| Chapitre 4 – Complexe administratif : Freeman cherche à atteindre la surface et doit pour cela traverser une zone infestée d'aliens. |
| Chapitre 5 – Nous sommes menacés : arrivée des soldats gouvernementaux qui cherchent à étouffer l'affaire en éliminant les survivants. Gordon Freeman les affronte pour tenter de s'enfuir dans la Chambre de combustion. |
| Chapitre 6 – Chambre de combustion : Gordon Freeman fuit par les chambres de test pour atteindre une Chambre de combustion de réacteurs de fusée. Il lui faudra réussir à activer les réacteurs pour venir à bout des trois tentacules qui lui barrent la route. |
| Chapitre 7 – Allumage : Freeman devra remettre les rails sous tension pour pouvoir poursuivre sa progression, mais cette mission ne sera pas un parcours de santé : un Gargantua garde l'accès aux bobines de Tesla. |
| Chapitre 8 – Sur un rail : Gordon utilise un système ferroviaire désaffecté investi par les militaires pour atteindre la surface, où se trouve un bâtiment d'où il pourra lancer une fusée transportant le satellite Lambda. |
| Chapitre 9 – Appréhension : Freeman progresse dans des souterrains et des entrepôts désaffectés contrôlés par l'armée, les Black Ops et infestés de xéniens. Il sera capturé par des militaires à la fin du chapitre. |
| Chapitre 10 – Traitement de déchets : privé de ses armes, Gordon, laissé pour mort par l'armée dans une fosse de destruction de déchets, se fraye un chemin dans l'inhospitalier centre de traitement des déchets où quelques aliens rodent. |
| Chapitre 11 – Une éthique douteuse : dans ce chapitre de transition, Freeman finit par atteindre un laboratoire dans lequel quelques équipements laser sont à l'étude. Pour en sortir, il doit trouver des collègues capables de passer l'identification rétinienne pour lui ouvrir l'accès à l'extérieur. Mais de nombreux soldats et aliens se mettront sur son chemin… |
| Chapitre 12 – Tension en surface : Gordon Freeman traverse une vaste zone désertique et montagneuse située en partie à la périphérie de Black Mesa. L'armée contrôle chaque secteur et tentera par tous les moyens de l'éliminer. |
| Chapitre 13 – Oubliez Freeman : les militaires évacuent la zone alors que l'Air Force commence à bombarder le site. Les fuyards sont poursuivis par de nombreux xéniens qui commencent à s'installer dans les bâtiments du centre devenus déserts. |
| Chapitre 14 – Réacteur Lambda : Freeman parvient finalement à atteindre le complexe Lambda, mais le chaos y règne. Les téléporteurs ne manqueront pas de mettre Gordon Freeman à l'épreuve, mais il faut absolument réactiver le réacteur Lambda, trouver les scientifiques survivants et les protéger pour lui permettre d'atteindre la dimension Xen.                   |
| Chapitre 15 – Xen : Gordon Freeman est téléporté sur Xen, un univers singulier très différent de la Terre. Le module de grand saut se révèlera indispensable pour atteindre le premier téléporteur. |
| Chapitre 16 – L'Antre du Gonarch : dans ce chapitre, Gordon Freeman combattra le Gonarch, le monstre qui engendre les crabes-de-tête. Seule sa mort permettra d'accéder au second téléporteur indispensable à sa progression. |
| Chapitre 17 – L'Intrus : ici, Gordon Freeman errera successivement à la périphérie et à l'intérieur d'une fabrique d'armes où les esclaves Vorts, surveillés par les contrôleurs, donnent vie de façon étrange aux Grognards. Gordon Freeman aura à mener de rudes combats pour trouver les quatre téléporteurs restants.                                                 |
| Chapitre 18 – Nihilanth : Gordon Freeman combattra le maître des habitants de Xen. Après un long et pénible combat entre lui et ses subordonnés, il en vient à bout. |
| Fin de Partie : le G-Man rejoint Gordon Freeman, lui explique la situation et lui laisse un choix : 1. accepter de travailler pour lui ; 2. affronter une armée entière de xéniens sans aucune chance de succès. |
| D'après Half-Life 2, Gordon Freeman accepte son offre et est mis dans un état de stase en attendant son affectation. |

### Personnages
Tous les personnages de Half-Life sont fictifs.

#### Gordon Freeman

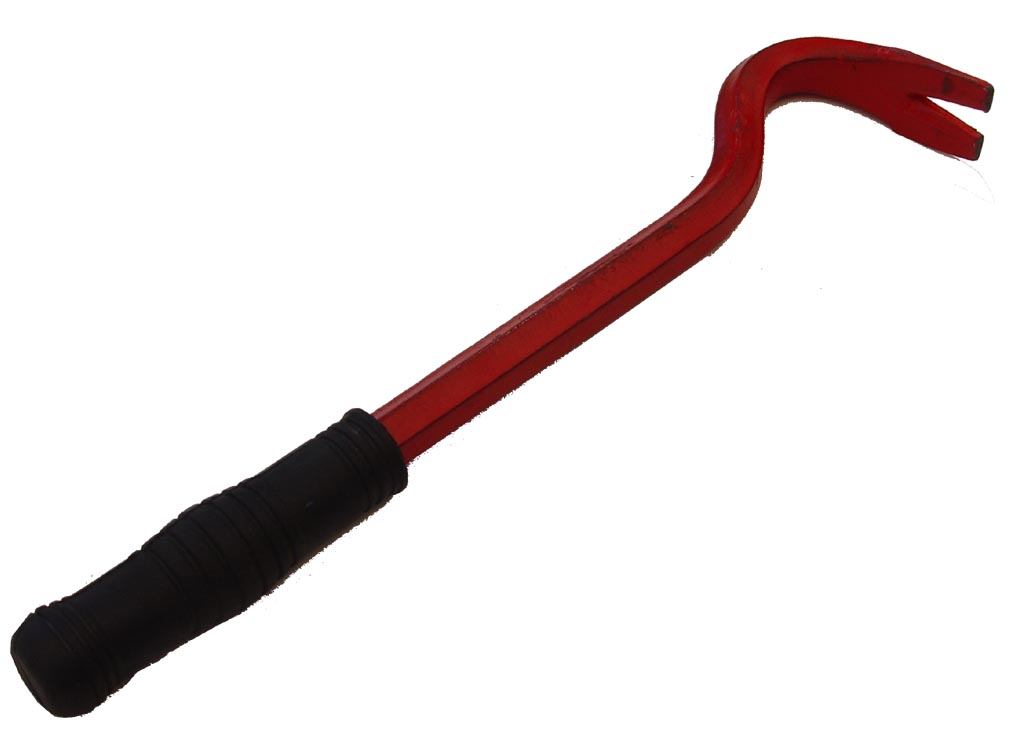
Le pied-de-biche, emblématique de la saga Half-Life.

Gordon Freeman est le protagoniste de la saga Half-life et le personnage incarné par le joueur tout au long du jeu et de la plupart de ses suites. Docteur en physique théorique, il est un jeune et brillant chercheur assigné dans le département des Matériaux Anormaux du Centre de recherche de Black Mesa, où il effectue des recherches sur le nucléaire et la physique des particules, au moment des faits.
Bien que n'ayant jamais touché à une arme avant de fréquenter le Parcours d'obstacles du centre, Gordon montrera, au cours de l'aventure débutant après l'incident survenu au cours de l'expérience à laquelle il participait, de formidables aptitudes à exploiter diverses armes pour se défendre des attaques des extraterrestres et des militaires, protégé, en outre, par une combinaison de protection en milieu hostile qu'il avait revêtue pour les besoins de l'expérience.
Physiquement, Gordon Freeman est un homme svelte, à la peau blanche, aux courts cheveux châtains plaqués en arrière, portant une barbe et une paire de lunettes de vue. Il est systématiquement représenté vêtu de sa combinaison de protection orange à l'aspect futuriste, un pied-de-biche ou un fusil à pompe dans une main.

#### Le personnel de Black Mesa
Le personnel du centre de recherche est composé de plusieurs groupes d'individus.
- Les chercheurs ne sont autres que les collègues de Gordon Freeman. Ils portent tous le même accoutrement : une chemise bleue, une cravate rayée, un pantalon marron et une blouse blanche. La plupart d'entre eux trouveront la mort à Black Mesa après le début de l'invasion extraterrestre (causé par l'insertion du matériel instable dans le spectromètre de masse)[9], ce qui explique peut être la peur, si ce n'est la couardise inhérente aux quelques survivants que Freeman croisera tout au long de son périple. Ayant pour la plupart quelques notions de médecine, ils pourront prodiguer des soins rudimentaires sur la personne de Gordon si celui-ci est sérieusement blessé (moins de 50 points de vie) et pourront l'accompagner s'il trouve sur son chemin une porte ou un sas scellé ne pouvant être déverrouillé que via l'identification rétinienne, à laquelle Freeman n'est pas habilité. Particulièrement vulnérables aux attaques ennemies car ne portant aucune protection, ils opteront pour une fuite désordonnée s'ils s'estiment menacés. Il n'y a que quatre types de visages différents pour tous les chercheurs[10], ce qui donnera l'impression au joueur de croiser toujours les mêmes personnes, alors qu'il n'en est bien évidemment rien.
- Les agents de sécurité de Black Mesa sont censés assurer la protection des chercheurs et techniciens du centre, mais seront immédiatement débordés lorsque l'invasion extraterrestre commencera. Vêtus d'un uniforme bleu et équipés d'un gilet pare-balles et d'un casque, ils sont tous armés d'un pistolet beretta modèle 92FS, remplacé par le Glock 17 dans l'adaptation moderne "black mesa" qu'ils manient avec précision. D'un naturel détendu et désinvolte, ils font généralement preuve d'un courage peu commun, y compris dans les situations critiques. Gordon Freeman pourra requérir leur soutien lors de ses combats face à leurs ennemis communs et occasionnellement requérir leur aide pour déverrouiller des portes scellées par un système de code.

#### Les créatures de Xen
Les créatures extraterrestres sont téléportées un peu partout dans le centre de Black Mesa depuis le monde frontière de Xen par le biais de la brèche interdimensionnelle qu'a ouvert la résonance en chaîne déclenchée par Gordon Freeman et ses collègues dans la salle de test du Laboratoire des matériaux anormaux. De nombreuses espèces peuvent être répertoriées au terme de l'aventure d'Half-life. Les crabes de tête et les Vortigaunts sont les plus répandus, mais ils sont également accompagnés d'Œil-chasseurs, de Bullsquids, de Grognards aliens, de contrôleurs de Xen, de Barnacles, d'Ichthyosaures, de Gargantuas, de tentacules, de sangsues et de snarks, tous hostiles. Sur Xen même, le joueur sera confronté à d'autres êtres vivants, dont certains sont totalement inoffensifs. Les crabes de tête ont en outre trouvé le moyen de parasiter des corps humains pour leur faire subir des mutations afin de les transformer en zombies voraces à la force physique décuplée.
Leurs attaques variées et leurs points communs anatomiques montrent bien qu'il s'agit d'un écosystème complet. Les Vortigaunts, grognards et contrôleurs ont en outre des caractères physiques communs, de même que leur maître, Nihilanth. Les différentes espèces xéniennes, à l'exception des bullsquids qui se battent entre eux et s'en prennent aux crabes de tête, entretiennent des rapports neutres ou amicaux entre elles. Au départ dominés par les militaires arrivés sur place peu après le début de l'invasion, les extraterrestres se rendront totalement maîtres du centre jusqu'à la destruction de celui-ci. Par la suite, le Cartel se servira d'eux pour envahir la Terre.

#### Les militaires

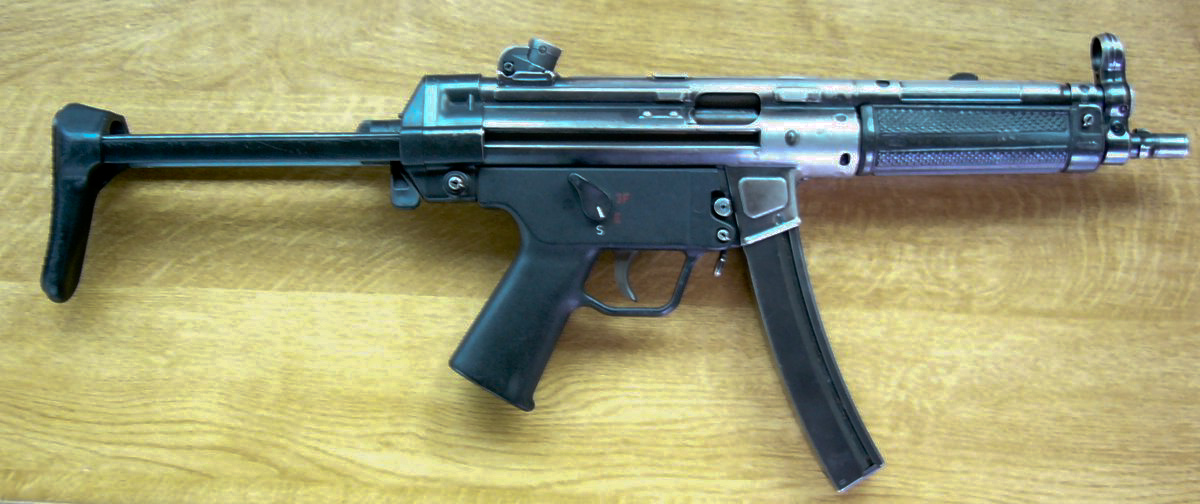
Un pistolet mitrailleur MP5, l'arme de base des soldats de l'UCEH dans Half-life.

Un commando de l'Unité de combat en environnement hostile (UCEH) – une unité fictive des forces spéciales des États-Unis – a été envoyé sur place par le gouvernement pour contenir l'invasion extraterrestre et réduire au silence tous les membres du personnel de Black Mesa ayant survécu à la dite invasion. Leur mission est donc à la fois d'empêcher les aliens de se disperser au-delà du centre, mais aussi d'éviter au maximum que l'affaire ne s'ébruite.
Ces soldats très bien entraînés se divisent en plusieurs catégories : les soldats de base, de couleur de peau blanche ou noire, sont équipés d'un casque et d'un masque à gaz, ainsi que de grenades et d'un fusil d'assaut M16A1 avec lance grenade M203A2, remplacé par un pistolet mitrailleur MP5 dans black mesa . Certains portent une cagoule noire équipée d'une visière en verre fumé et sont armés d'un fusil à pompe. D'autres encore se distinguent à la fois par leur aspect peu commun (visage découvert, la peau noire, fumant un cigare et ayant l'air particulièrement cruel – le High Definition Pack leur donnera un aspect on ne peut plus sobre) mais aussi, et surtout, par leur manie d'abuser des grenades fournies avec leur MP5. Les gradés, enfin, sont à visage découvert et coiffés d'un béret rouge (qui deviendra noir avec le High Definition Pack), et peuvent être armés de toutes les manières évoquées précédemment.

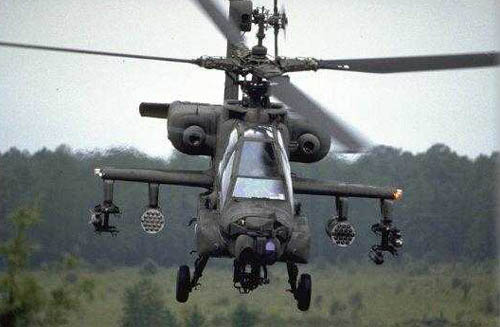
Un hélicoptère Apache. Le joueur aura parfois affaire à des appareils semblables, notamment au cours du chapitre Tension en surface.

Tous ces individus sont équipés d'un gilet pare-balles et d'un sac à dos dont le joueur ne connaît jamais le contenu. La présence de militaires à un endroit donné peut aussi impliquer celles de mitrailleuses automatiques auto-dirigées, de mines, de chars de combat, d'hélicoptères de transport ou de combat, d'avions de chasse (bombardiers la plupart du temps) et de snipers armés de fusils de précision dont on ne sait rien étant donné qu'ils sont systématiquement cachés dans des endroits sombres et inaccessibles pour le joueur. Ils feront leur première apparition dans le chapitre « Nous sommes menacés », immédiatement hostiles, et ne seront plus jamais rencontrés à partir du chapitre « Réacteur Lambda », période du jeu au cours de laquelle la plupart d'entre eux auront évacué la base.
Les Black Ops
Le joueur affrontera également, au cours des chapitres « Appréhension » et « Réacteur Lambda », de petits groupes de femmes aux aptitudes combatives et à l'agilité peu communes, connues sous le nom de Black Ops. On ne sait pas grand-chose des Black Ops. Il semble qu'il s'agisse d'assassins dont l'origine et les objectifs sont inconnus. On apprend dans la première extension d'Half-Life, Opposing Force, qu'ils auraient été envoyés par le gouvernement afin de terminer le travail du commando de Marines décimé, mais également de détruire totalement le centre de Black Mesa au moyen d'une bombe nucléaire. Les Black Ops s'en prennent aux militaires dans Opposing Force, mais ils n'apparaissent que trop brièvement, qui plus est sans aucune chance d'entrer en contact avec des Marines dans Half-Life pour que le joueur le sache sans avoir joué à cette extension.

#### Le G-Man
Le scénario est également axé sur un personnage très mystérieux, vêtu d'un costume cravate bleu foncé, connu sous les sobriquets: « l'homme à la mallette » ou « G-Man ». Ce personnage apparaît régulièrement dans des endroits inaccessibles pour le joueur, observant la situation sans la moindre inquiétude pour sa propre sécurité. Il ne parle qu'au début et tout à la fin du jeu pour offrir à Freeman un emploi, sans donner d'autres précisions ni se présenter.

## Système de jeu

### Principes de base
Half-Life oblige le joueur à effectuer deux types de tâches : combattre et résoudre des casse-tête. Contrairement à ses pairs à l'époque, Half-Life utilise des séquences scriptées, qui vont de petits évènements, comme un ennemi enfonçant une porte, à des éléments majeurs de l'intrigue. Alors que la plupart des jeux de tir à la première personne contemporains avait recours à des cinématiques pour révéler au joueur des éléments de leur scénario, l'histoire de Half-life est entièrement mise en avant par le biais de séquences scriptées, en laissant le joueur dans la peau de son personnage. Dans cette optique, le joueur perd rarement la capacité de contrôler Gordon, qui ne parle jamais et n'est en fait jamais vu dans le jeu. Le joueur « voit » à travers ses yeux, du début jusqu'à la fin de la partie. Half-life n'a pas de niveaux, mais se divise plutôt en chapitres, dont les titres apparaissent discrètement à l'écran lorsqu'ils débutent.
Le jeu intègre régulièrement des énigmes : se sortir d'un labyrinthe, sauter d'une masse rocheuse en lévitation à une autre en prenant soin de ne pas tomber dans le vide… L'environnement doit aussi parfois être utilisé pour venir à bout des ennemis les plus coriaces : rares sont les « boss » pouvant être vaincus par le joueur en confrontation directe. Des chapitres entiers sont d'ailleurs consacrés à l'exploitation de l'environnement par le joueur dans le seul but de venir à bout d'un monstre empêchant sa progression dans le jeu. Pour les derniers chapitres, le joueur peut équiper son personnage d'un module de grand saut qui lui permet d'augmenter la distance et la vitesse horizontale de ses sauts en s'accroupissant avant de sauter. Il est occasionnellement nécessaire pour évoluer dans le monde extraterrestre de Xen.

### Contrôles et interface

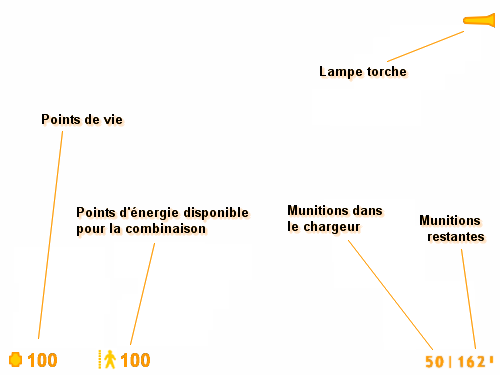
Interface d'Half-life.

Half-life est un jeu de tir à la première personne se jouant au clavier et à la souris. Le clavier est employé pour la majorité des actions – les déplacements (avancer, reculer, esquive gauche, esquive droite, sauter, s'accroupir…), la gestion de l'équipement (changer d'armes, les recharger, allumer la lampe torche…) et la communication (écrite ou orale). La souris sert à diriger la vue subjective et l'arme, à l'aide du viseur immobile au milieu de l'écran, mais aussi, et principalement, à faire feu sur l'ennemi d'un clic gauche. Le joueur peut aussi activer la fonctionnalité secondaire de l'arme avec un clic droit tels le lance grenade du MP5, la lunette de visée de l'arbalète… La majorité des souris est également équipée d'un bouton central ou d'une molette qui permettent de changer d'arme en faisant tourner la molette ou de recharger en appuyant dessus.
Une interface est affichée à l'écran pendant le jeu. Celle-ci est composée de différents éléments répartis sur la périphérie de l'écran. Dans le coin supérieur droit se trouve une lampe torche qui s'allume lorsque celle-ci est activée. En bas de l'écran, le joueur peut voir ses points de vie, ses points d'énergie disponible pour la combinaison de protection en milieu hostile que porte le personnage qu'il incarne et ses munitions restantes.
D'autres éléments n'apparaissent que lorsque le joueur appuie sur une touche dédiée. Ainsi, lorsque le joueur appuie sur une touche de changement d'arme, un discret menu de sélection des armes et de l'équipement (qui peut être désactivé) apparaît en surbrillance en haut de l'écran et montre les différentes pièces de son arsenal et permet de passer de l'une à l'autre visuellement. Les pièces défilent les unes après les autres à l'aide de la molette de la souris, dans un ordre précis : armes blanches, armes de poing, fusils, explosifs… Le joueur peut se servir de la touche « utiliser » pour activer un mécanisme ou s'adresser à un personnage allié.

### Arsenal et équipement

#### La combinaison de protection
La combinaison de protection en milieu hostile ou combinaison de protection en environnement hostile (CEH) (en version originale, HEV pour Hazardous Environment Suit, souvent raccourci en Hazard Suit) de Gordon Freeman lui offre une protection intégrale contre les radiations. Elle lui permet également de bénéficier d'une protection accrue face aux attaques ennemies. La combinaison peut détecter plusieurs types de menaces particulières lorsque le joueur subit des dégâts  : électrocution, hyperthermie, hypothermie, menace radioactive, menace biochimique et menace bactériologique. Les trois dernières menaces font généralement leur apparition lorsque le joueur se retrouve plongé dans divers liquides à la couleur verdâtre. Toutes se manifestent par l'apparition d'un logo clignotant au-dessus des points de vie sur l'interface du jeu (un éclair, une flamme, une molécule de dioxygène, etc.). Ces diverses menaces tuent généralement le joueur à petit feu : il doit donc fuir aussi vite que possible une zone recelant l'une d'entre elles si jamais il s'y aventure afin de limiter les dégâts.
Le joueur dispose d'une réserve maximale de 100 points de vie. Il peut se soigner à l'aide de trousses et de bornes de soin disséminées dans les différents chapitres. La combinaison dispose elle aussi d'un capital de 100 points d'énergie. Elle peut être rechargée via les cartouches et bornes d'énergie trouvées un peu partout dans le jeu. Les deux réserves de points diminuent lorsque le joueur subit des dégâts.
Cette combinaison est également capable de communiquer vocalement avec son porteur. Quand le joueur la vêtit lors du second chapitre, une voix féminine au ton neutre et au timbre robotique l'informe de l'état d'activation de toutes ses options. Lorsqu'il fait une chute causant une perte de points de vie, elle l'informe de la gravité de ses fractures, si elle lui injecte ou non de la morphine, procède de la même manière pour les coupures et alerte son propriétaire lorsqu'elle détecte une menace particulière parmi celles évoquées ci-dessus. S'il ne reste que quelques points de vie au joueur, elle le met en garde en l'informant que ses fonctions vitales sont menacées. En outre elle l'informe de son niveau d'énergie disponible chaque fois que le joueur la recharge. Ces divers avertissements n'ont absolument aucun impact sur le jeu en lui-même.
La combinaison intègre en outre une lampe torche, indispensable au joueur lorsqu'il se retrouve dans des endroits plongés dans le noir (les conduits d'aération, notamment). Cette lampe se décharge progressivement lorsqu'elle est allumée et se recharge de la même façon lorsqu'elle est éteinte. À noter que toutes ces compétences et attributions ne deviennent disponibles que lorsque le joueur entre en possession de la combinaison de protection.

#### L'arsenal
Il existe en tout quatorze armes réelles et fictives dans Half-Life, que le joueur récupérera petit à petit au cours de sa progression dans le jeu. Elles sont réparties en cinq catégories différentes :
Les armes blanches
Il n'y en a qu'une : le pied de biche. Ne pouvant être utilisé que dans les combats au corps à corps, le pied de biche est seulement efficace contre des ennemis isolés, lents ou de faible constitution, et surtout ne recourant pas à des attaques à distance. Cette arme est indispensable pour détruire les caisses contenant équipement et munitions, ainsi que pour se frayer un passage au milieu d'obstacles en bois ou de grilles bloquant l'accès à des conduits d'aération.
Les armes de poing
Il y en a deux.

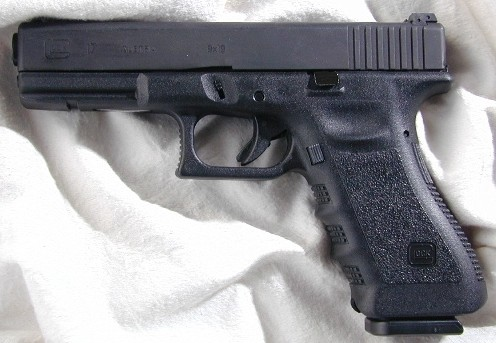
Un Glock 17. Celui de Half-Life a le même aspect.

- Le Glock 17, arme des agents de sécurité de Black Mesa, est la seconde arme récupérée au cours de l'aventure et l'une des rares à pouvoir fonctionner sous l'eau. Il fait office d'arme de base lors des chapitres « Conséquences imprévues », « Complexe administratif » et « Traitement des déchets ».
- Un revolver chambré en .357 Magnum, récupéré au cours du chapitre « Chambre de combustion », inflige des dégâts nettement plus importants, mais ne peut tirer que six coups d'affilée et dispose d'une faible cadence de tir. En revanche, il possède une excellente précision, et est équipé d'une lunette de visée dans le mode multijoueur.

Les fusils
- Le fusil à pompe Spas-12, quatrième arme récupérée au cours de l'aventure, compense sa faible cadence de tir par une puissance de feu appréciable. Son manque de précision le rend toutefois totalement inutile face à des cibles éloignées.
- Le pistolet mitrailleur MP5, également utilisé par les militaires, est une arme polyvalente qui, si elle ne dispose que d'une très faible puissance de feu, bénéficie d'une cadence de tir sans égal. Son lance grenade intégré est en outre d'une efficacité redoutable, en ce sens que les grenades spéciales utilisées via cette arme explosent immédiatement lorsqu'elles entrent en contact avec de la matière solide.
- L'arbalète fait office d'arme de précision. Sa cadence de tir et son temps de rechargement sont extrêmement lents, mais sa puissance de tir est sans commune mesure, et elle a raison de la plupart des ennemis en un seul coup. Équipée d'une lunette de visée permettant de zoomer afin d'accroître la précision de son tir, elle lance des carreaux enduits d'anesthésiant pour requin. Dans le mode multijoueur, l'arbalète peut tirer des flèches explosives, causant au moins des dommages certains à un ennemi en explosant à sa proximité. L'utilisation de la lunette prive la fonction explosive dans le mode multijoueur, mais permet à la flèche d'atteindre sa cible aussi rapidement qu'une balle. L'arbalète remplace le traditionnel fusil de précision (ou de « sniper ») qu'on retrouve dans la très grande majorité des jeux de tir à la première personne.

Les armes inclassables

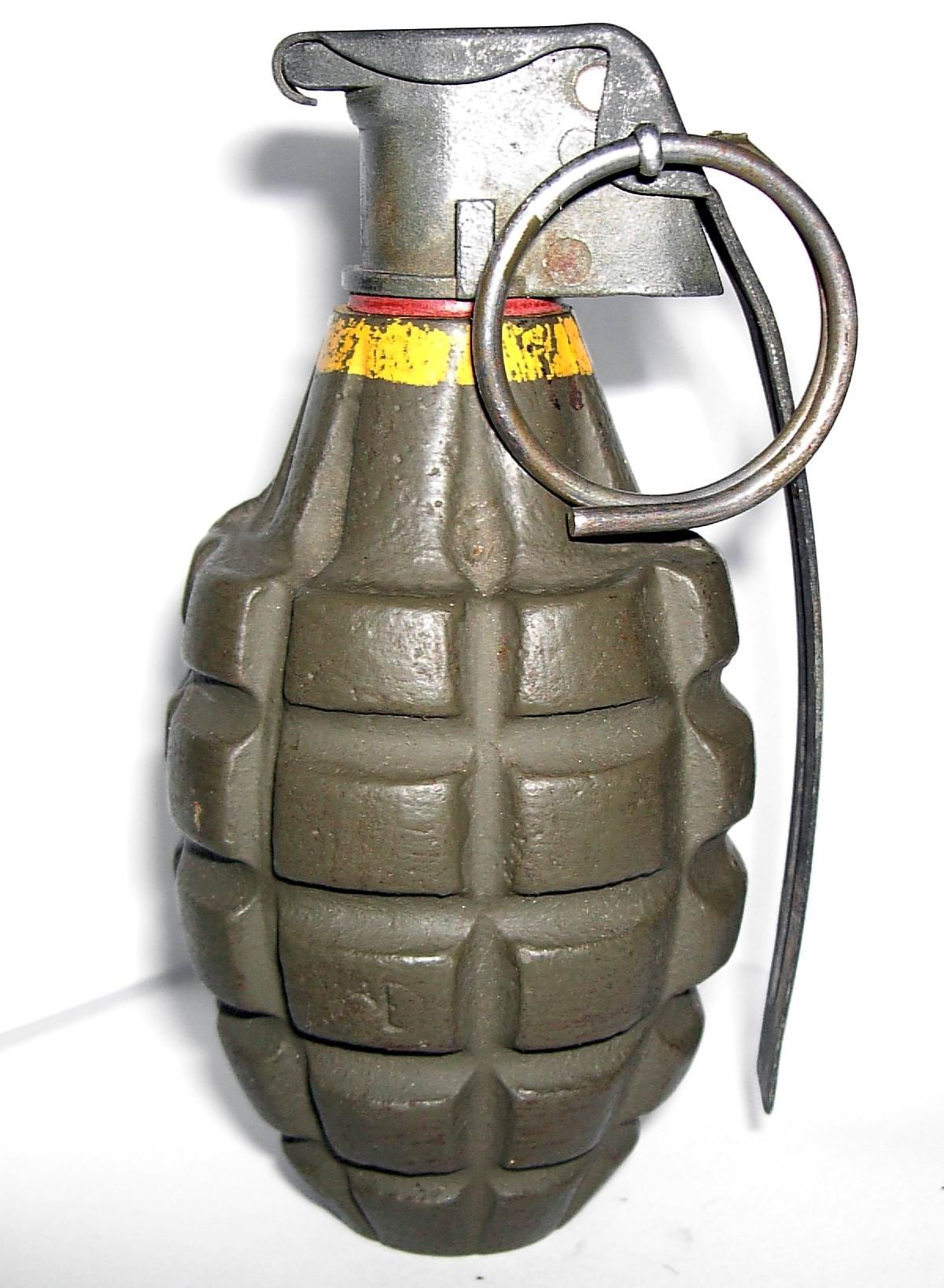
Une grenade à fragmentation Mk II. Celle de Half-Life a un aspect assez proche.

Les armes suivantes n'entrent dans aucune des autres catégories.
- Le lance-roquette, équipé d'un système de guidage laser (ce qui permet de suivre une cible mouvante), provoque des dégâts considérables et est indispensable face aux hélicoptères militaires.
- Le prototype à rayonnance énergétique – ou « fusil tau » – est une arme expérimentale capable de lancer des rayons électriques. Le tir secondaire permet d'accumuler l'énergie dans le prototype afin de délivrer un tir d'une puissance dévastatrice.
- Le fusil à gluons utilise les mêmes munitions que le prototype, mais fonctionne de manière différente : il permet de lancer un rayon énergétique continu qui détruit tout ce qu'il touche, mais est très gourmand en munitions.
- Le pistolet à frelons des Grognards aliens pourra être récupéré au cours du chapitre « Tension en surface ». Cette arme se recharge toute seule et ne nécessite donc pas de munitions. Le tir primaire permet de lancer des frelons à tête chercheuse, qui se dirigeront automatiquement vers une cible organique, tandis que le tir secondaire permet de mitrailler des frelons allant en ligne droite.

Les explosifs
- La grenade à main, d'un modèle très classique, explose 3 secondes après avoir été lancée.
- Le sac explosif avec commande à distance provoque des dégâts deux fois plus importants et peut être activé, une fois lancé, depuis n'importe quel endroit, ce qui permet au joueur de se mettre à l'abri avant de le faire exploser.
- La mine peut être placée contre une surface solide et plane : elle s'enclenchera alors automatiquement et émettra un rayon qui la fera exploser dès que quelque chose ou quelqu'un le traversera.
- Le snark, enfin, est une petite créature extraterrestre qui attaquera sauvagement tout être vivant à sa portée avant d'exploser. À noter que s'il ne trouve aucun ennemi à proximité, il se retournera contre le joueur.

## Développement

### Conception et production
Half-Life a été le premier produit de Valve Corporation, un studio de développement basé à Kirkland (Washington), fondé en 1996 par d'anciens employés de Microsoft, Mike Harrington et Gabe Newell avec l'argent issu de la vente de leurs stock-options,.
Ils se sont basés sur un concept de jeu d'horreur et d'action en 3D, sous licence du moteur de Quake d'id Software. Valve a beaucoup modifié le moteur, en y ajoutant notamment un système d'animation squelettale et un support Direct3D ; un développeur du magazine PC Accelerator a déclaré que près de 70 % du code source dudit moteur avait été réécrit. La société a eu du mal à trouver un éditeur dans un premier temps, beaucoup estimant que leur projet était trop ambitieux pour un studio dirigé par de nouveaux arrivants dans l'industrie du jeu vidéo. Toutefois, Sierra On-Line, très intéressée par la perspective de distribuer un jeu d'action en 3D, qui de plus est basé sur le moteur de Quake, leur a finalement proposé un contrat pour un jeu, leur avançant une somme dérisoire de 30 000 dollars.
Le nom de code original pour Half-Life était Carquois, en référence à la base militaire d'Arrowhead de la nouvelle de Stephen King The Mist, l'une des principales sources d'inspiration des développeurs. Gabe Newell a expliqué que le nom de Half-Life avait été choisi parce qu'il était évocateur du thème abordé par le jeu, pas cliché, et ayant en outre un symbole visuel correspondant à la lettre grecque λ (lambda), qui représente la constante de désintégration.
La première apparition publique de Half-Life, au Electronic Entertainment Expo de 1997, fut un succès. Le système d'intelligence artificielle du jeu avait alors été clairement mis en avant par les développeurs lors des différentes présentations. Valve Corporation a ensuite embauché l'auteur de science-fiction Marc Laidlaw en août 1997 pour la conception des personnages et du level design. Half-Life devait à l'origine être commercialisé au cours de la fin de l'année 1997, ce qui lui aurait permis de concurrencer Quake II sur le marché des jeux de tir à la première personne, mais, courant septembre 1997, la date de publication a finalement été repoussée lorsque Valve a estimé que le jeu avait encore besoin de révisions significatives. En effet il semblerait que si le moteur graphique était alors bien au point, il en allait tout autrement des chapitres qui s'avéraient être ennuyeux et de l'IA qui souffrait encore de nombreuses lacunes. Les développeurs entreprirent alors de tout recommencer à zéro, sans aucune aide de l'éditeur.
En 2003, dans le magazine Edge, Newell a évoqué de sérieuses difficultés lors du développement quant à la conception du level design. Selon lui, c'est un chapitre prototype entièrement terminé, reprenant toutes les bonnes idées de la première version du jeu, qui a permis aux développeurs de trouver la motivation nécessaire pour poursuivre leurs efforts. Lors de l'E3 1998, Half-Life a reçu deux Game Critics Awards (« Meilleur jeu PC » et « Meilleur jeu d'action »). La date de sortie a été retardée à plusieurs reprises courant 1998, avant que le jeu ne soit finalement commercialisé en novembre de la même année.

### Signification du titreHalf-Life
Les titres de Half-Life et de ses extensions renvoient tous à des termes scientifiques. Half-Life lui-même est une référence à la demi-vie, qui est le temps nécessaire pour qu'un élément radioactif perde la moitié de son activité par désintégration naturelle. La lettre lambda en grec, qui figure sur tous les emballages du jeu, représente la constante de désintégration connexe, ainsi que le Complexe Lambda où se rend le héros dans le premier opus. Opposing Force, littéralement la force opposée, ne renvoie pas uniquement au statut de militaire du personnage incarné — par défaut ennemi de Gordon Freeman, lui-même incarné dans le premier Half-Life — mais il s'agit également d'une référence à la troisième loi de Newton sur le mouvement. Blue Shift, enfin, renvoie à la modification de la fréquence des radiations causées par l'effet Doppler, en même temps qu'à la couleur bleue des uniformes des officiers de sécurité de Black Mesa.

### Portages
Half-Life a été porté sur PlayStation 2 par Gearbox Software en 2001. Cette version du jeu avait subi une importante refonte graphique au niveau de l'aspect des personnages, des armes et des environnements. En plus de cette augmentation du niveau de détails, le style de certains personnages (les militaires, notamment) avait aussi été sensiblement modifié. Cette version du jeu inclut l'extension Half-Life: Decay, qui permet à deux joueurs d'incarner les deux femmes scientifiques, les docteur Cross et docteur Green, dans une nouvelle aventure à Black Mesa. Il est en outre possible d'utiliser une souris et un clavier équipés de ports USB, une fonctionnalité sans équivalent sur la plate-forme.
D'autres portages pour la Dreamcast de Sega et pour les Macintosh d'Apple ont également été développés, mais jamais commercialisés.

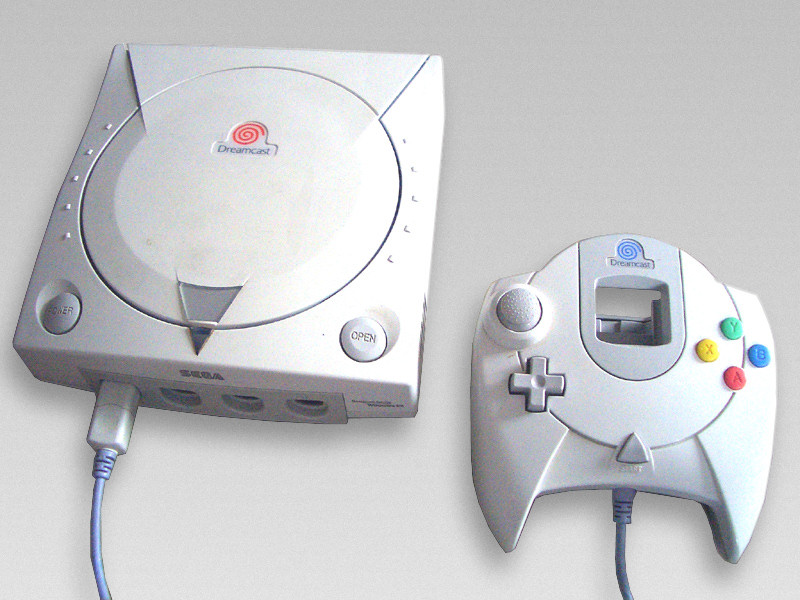
Une Dreamcast.

Concernant la version Dreamcast, Gearbox Software était au départ chargé du portage, qui devait normalement être disponible fin 2000, sous contrat de Valve Corporation et de leur éditeur Sierra On-Line. Lors de l'ECTS 2000, une version du jeu était jouable sur le stand de l'éditeur et les développeurs Randy Pitchford et Brian Martel étaient présents pour donner des interviews à la presse. Le projet semblait prometteur, mais Sierra l'a finalement annulé « en raison de l'évolution des conditions du marché ». Quelques mois plus tard, Sierra présentera un projet de portage sur PlayStation 2 lors de l'E3 2001. Cette version-ci a été publiée en Amérique du Nord à la fin d'octobre de la même année, suivie d'une sortie européenne un mois plus tard. À la même époque, Half-Life: Blue Shift, qui était censé être une exclusivité Dreamcast, est finalement sorti uniquement sur PC en tant que stand-alone de Half-Life.
Bien qu'elle n'ait jamais été officiellement publiée, la version Dreamcast s'est retrouvée disponible sur Internet dans une version entièrement jouable, contenant des versions intégrales de Half-Life et de Half-Life: Blue Shift, avec toutefois des temps de chargement anormalement longs et d'importants problèmes liés à l'espace occupé par les sauvegardes automatiques, elles aussi anormalement nombreuses, sur les cartes mémoires de la console, et une version du High Definition Pack.
Plus ou moins complet et prêt pour une distribution de masse, le portage de Half-Life sur Macintosh a été abandonné pour cause d'incompatibilité avec la version PC du mode multijoueur. Les développeurs ont également annoncé qu'aucun mod développé pour la version PC du jeu ne pourrait être compatible avec la version Mac. Des difficultés, quant à la prise en charge d'une nouvelle assistance technique, peuvent aussi avoir contribué à l'abandon du projet. Le jeu est finalement disponible pour Mac OS X depuis janvier 2013.
Le 25 janvier 2013, l'équipe Steam for Linux a annoncé la disponibilité de Half-Life pour la version GNU/Linux de Steam.

## Succès et influence
Sorti après deux ans de développement et plus d'un an de retard sur la date initialement annoncée, il fut un jeu vidéo parmi les plus populaires en 1999 et en 2000. Half-Life a été reçu de manière extrêmement positive par les critiques et par les joueurs, et est en 2004, avec plus de 8 millions d'exemplaires vendus à travers le monde, le jeu de tir à la première personne le plus vendu de tous les temps.

### Accueil critique
Half-Life a été acclamé par la critique, recueillant une note générale de 96 % selon Metacritic. IGN l'a décrit comme « un tour de force en matière de conception, LE jeu de tir subjectif en solo ». Le site GameSpot a fait valoir qu'il était la « chose la plus proche d'une étape révolutionnaire », et l'a inclus dans sa liste des « meilleurs jeux de tous les temps » en mai 2007, de même que le site français Jeuxvideo.com qui le classe en septembre 2017 meilleur jeu de tous les temps. Half-Life a également été sacré « meilleur jeu de tous les temps » par le magazine anglophone PC Gamer à trois reprises : en novembre 1999, octobre 2001 et avril 2005. La première version de Half-Life a en outre été élue « Jeu PC de l'année » par quantité de sites internet et magazines de jeux vidéo à travers le monde :
| - Computer Game Developper Spotlight Awards - The Academy of Interactive Arts and Sciences Awards - PC Gamer - PC Games - PC Accelerator - Computer Gaming World - Houston Chronicle - CNET GameCenter - GameSpot Reader's Poll - Antagonist Games Network - Adrenaline Vault - Teen People Online - Houston Chronicle - Blue's News - Gamers World - Game Over Online Magazine - Download.net - Gamer's Depot - Gamezilla - Digital Entertainment On-Line - Loony Games - sCary's website - Game Asylum - Voodoo Extreme - Intelligamer - Electric Games | - The Electric Playground - Game Power - PC Player (Allemagne) - PowerPlay (Allemagne) - Gamesmania (Allemagne) - NBC Giga (Allemagne) - Missil.net (Suède) - Daily Telegraph (RU) - Gry Komputerowe magazine (Pologne) - Pelit magazine (Finlande) - Slitz (Suède) - PC Home (édition Chinoise) - Megascene (Autriche) - PC Gamer (RU) - PC Format (RU) - .NET (RU) - Ultimate PC (RU) - Game.EXE (Russie) - Speltorget (Suède) - Gen4 (France) - ECTS Interative Ent. Award 1999 (Russie) - ECTS Interative Ent. Award 1999 (France) - ECTS Interative Ent. Award 1999 (Europe de l'Est) - PC Zone Benelux (Pays-Bas) - Play Online Magazine (Japon) |

Les critiques soulignent généralement dans le jeu les qualités suivantes :

#### Qualités du jeu solo
- Ambiance de jeu très immersive. L'intelligence artificielle implémentée marque également un palier avec les autres jeux du genre, le comportement collectif des Marines est alors unique[33].
- Absence de répétitivité : le jeu Half-Life introduit régulièrement de nouveaux environnements au cours de la progression[9].
- Variété : le jeu met en œuvre d'autres mécanismes d'action que le simple tir au fusil : pilotage d'engins (trains), contrôle de canons, niveaux de plate-forme, etc.
- Scénario : bien que fondé sur la trame classique de l'extermination des aliens, le jeu offre suspense et rebondissements, en brodant sur un complot que l'on découvre au fur et à mesure[33].

#### Qualités du jeu multijoueur
- Le mod deathmatch inclus dans le jeu est axé sur le plaisir de jouer en réseau entre amis et sur le net avec d'autres joueurs du monde entier. Les cartes sont particulièrement bien pensées et incluent des particularités originales, des mécanismes divers par exemple, tels qu'un train (sur Subtransit), la possibilité de commander des bombardements aériens (Crossfire), des pièges divers (Snark Pit, Undertow), etc.[9].
- Les armes de la campagne solo sont également présentes dans le mode multijoueur, l'originalité de certaines d'entre elles apportant beaucoup à l'ambiance.
- Le mode multijoueur supporte jusqu'à 32 joueurs dans une partie.
- Valve a rapidement développé Team Fortress Classic, un second mode multijoueur plus tactique sorti le 7 avril 1999.
- Certains modes multijoueurs, ont été programmés par des joueurs par la suite. Parmi eux, citons les célèbres Counter-Strike et Day of Defeat.

#### Qualités techniques
- Fondé sur le moteur graphique du célèbre Quake, Half-Life est, avec Sin, un des premiers à utiliser ce moteur graphique avec autant d'excellence. Les innombrables améliorations qu'a subi le moteur de Quake rendent par ailleurs celui-ci méconnaissable[33].
- Le moteur de jeu a été pensé pour être ouvert aux modifications (mods), et un éditeur de niveaux (Worldcraft, aujourd'hui appelé Valve Hammer Editor) était inclus dans la version de base du jeu, afin de faciliter la tâche des moddeurs. Ainsi, après avoir fait le tour des mods de jeux natifs (campagne solo et deathmatch), l'acquéreur pouvait télécharger sur internet de nouvelles cartes et de nouveaux modes de jeu (tels que Counter-Strike et Team Fortress Classic), rendant la durée de vie du jeu pratiquement infinie[9]. Six mois environ après la sortie du jeu, un patch a été introduit pour favoriser encore plus les modifications : le passage de l'une à l'autre pouvait se faire directement depuis l'interface du jeu et non plus en le redémarrant[39].

#### Qualités musicales
La bande originale du jeu a été composée par Kelly Bailey. Les différentes pistes audio correspondent généralement à des scènes particulières du jeu, et ne sont d'ailleurs audibles que durant celles-ci. Par exemple, lorsque le joueur est en présence de zombies en train de se repaître de cadavres humains, une courte musique angoissante se fait entendre. Lorsqu'il se retrouve confronté à un nombre important de militaires, une musique rythmée, à mi-chemin entre la techno et le heavy metal, retentit. Certaines sont en outre réutilisées à plusieurs reprises.
| - Adrenaline Horror – 02:09 - Vague Voices (Black Mesa Inbound) – 02:11 - Klaxon Beat – 01:00 - Space Ocean (Echoes of a Resonance Cascade) – 01:36 - Cavern Ambiance (Zero Point Energy Field) – 01:39 - Apprehensive Short – 00:23 - Bass String Short – 00:08 - Hurricane Strings (Neutrino Trap) – 01:33 - Diabolical Adrenaline Guitar (Lambda Core) – 01:44 - Valve Theme [Long Version] (Hazardous Environments) – 01:22 - Nepal Monastery – 02:08 - Alien Shock (Biozeminade Fragment) – 00:36 - Sirens in the Distance (Triple Entanglement) – 01:12 - Nuclear Mission Jam (Something Secret Steers Us) – 02:00 | - Scared Confusion Short – 00:16 - Drums and Riffs (Tau-9) – 02:03 - Hard Technology Rock – 01:40 - Steam in the Pipes (Negative Pressure) – 01:55 - Electric Guitar Ambiance (Escape Array) – 01:24 - Dimensionless Deepness (Dirac Shore) – 01:24 - Military Precision – 01:20 - Jungle Drums – 01:49 - Traveling Through Limbo (Singularity) – 01:17 - Credits / Closing Theme (Tracking Device) – 01:39 - Threatening Short (Xen Relay) – 00:37 - Dark Piano Short – 00:17 - Sharp Fear Short – 00:08 |
| Note : La plupart des chansons de la soundtrack de Half-Life ont été reprises afin d'inclure la soundtrack de Half-Life 2 ; les noms entre parenthèses correspondent aux titres utilisés dans Half-Life 2 OST. Les pistes 2, 12, 13, et 24 ont été remixées pour l'occasion. | |

### Défauts relevés
Malgré les éloges que le jeu a reçu, quelques reproches lui ont également été faits. The Electric Playground considère ainsi que Half-Life est une « expérience immersive et divertissante », mais que cet enthousiasme n'est valable que pour la première moitié du jeu, trouvant qu'il atteint trop tôt le paroxysme de son intérêt. Cincinnati Enquirer s'est également plaint de problèmes découlant des séquences où il est question de résoudre des casses-tête, affirmant qu'à plusieurs reprises, le joueur est contraint d'exécuter « des sauts presque impossibles » et que « la frustration vous éloigne d'une histoire qui devrait pourtant vous absorber ».

### Mods
Le jeu a connu un énorme succès public. Depuis sa publication en 1998, Half-Life a connu de fervents soutiens de la part de développeurs de jeux indépendants, dus en grande partie à l'appui et aux encouragements de Valve Corporation. Worldcraft, le logiciel de création de niveaux, a été inclus dans les fichiers du jeu. Valve a également publié un kit de logiciels de développement permettant aux développeurs de modifier le jeu et de créer des mods. Les deux outils ont été mis à jour de façon significative avec la sortie de la version corrective du jeu 1.1.0.0. De nombreux outils de soutien (y compris les éditeurs de texture, des éditeurs de niveau rivaux comme QuArK) ont été créés ou mis à jour pour fonctionner avec Half-Life.
Un SDK pour Half-Life a été conçu et a servi de base pour de nombreux mods multijoueurs très populaires tels que Team Fortress Classic (TFC), Counter-Strike, Day of Defeat, Deathmatch Classic (DMC), Action Half-Life, Natural selection… TFC et DMC ont été mis au point en interne par Valve Corporation. Counter-Strike, Day of Defeat, et d'autres qui ont au départ été conçus par des développeurs indépendants (appelé « modders »), ont plus tard reçu de l'aide de Valve.
De nombreux mods solo ont également été créés, comme USS Darkstar (jeu d'action futuriste à bord d'un vaisseau spatial de recherche zoologique sorti en 1999), The Xeno Project 1 et 2, Edge of Darkness, (en 2000, qui utilise plusieurs modèles inutilisées par Half-Life), Half-Life: Absolute Redemption (en 2000, qui nous ramène dans la peau de Gordon Freeman pour quatre autres épisodes et une nouvelle rencontre avec le G-Man), They Hunger (2000-2001, une reconversion totale du jeu mettant en scène des zombies), ou encore Poke646 (en 2001, un prolongement du scénario original de l'histoire de Half-Life avec de nouveaux protagonistes et une amélioration graphique).
Certains mods ont été par la suite distribués dans le commerce. Counter-Strike a ainsi été réédité en cinq versions différentes. Team Fortress Classic, Day of Defeat et Gunman Chronicles ont également été commercialisés en tant que stand-alone. Dix ans après la sortie du jeu, de nombreux fans continuent à programmer de nouveaux mods.
| - Team Fortress Classic, sorti en avril 1999 par Valve, est un remake de QuakeWorld Team Fortress. Il deviendra Team Fortress 1.5 en juin 2000. - Counter-Strike, un des plus célèbres (et joués) mod. Deux équipes s'affrontent : terroristes et contre-terroristes. Le but de chaque équipe est de tuer tous les membres de l'équipe adverse, de réussir l'objectif de son camp, libérer des otages (contre-terroristes), placer une bombe (terroristes) ou empêcher l'autre équipe de réussir sa mission. - Day of Defeat, mod amateur également racheté par Valve, sorti en 2001. Mod très populaire aujourd'hui encore. Une équipe de l'Axe affronte les Alliés pour capturer des drapeaux appelés points de contrôle. - Natural Selection, mod amateur sorti en 2002 composé de deux mods de jeux, un stratégique et l'autre plus aux aspects RPG. On y joue encore une fois de plus avec deux camps, les « Kharaa » (des aliens) et les « Hommes des Frontières » (Frontiersmen, qui sont les humains). Le succès est tel que les développeurs ont commercialisé le deuxième opus, Natural Selection 2. - SvenCoop, mod amateur sorti en mai 1999. Il permet de jouer en coopératif dans les niveaux solo de HL ou dans de nouvelles missions… |

### Suites
Deux add-ons ont été développés par Gearbox Software. Le premier sera Half-Life: Opposing Force (1999), suivi quelques années plus tard par Half-Life: Blue Shift (2001). Le premier met en scène un militaire, Adrian Shephard, qui, après avoir perdu une bonne partie de ses équipiers et manqué l'évacuation de la base par l'armée, tentera de survivre en luttant contre des ennemis toujours plus dangereux. Cet add-on a permis à Gearbox Software d'introduire de nouvelles armes, ainsi que de nouveaux ennemis (comme la Race alien X, composée de créatures encore plus redoutables que les xéniens). Nettement plus court que Half-Life (11 chapitres), il s'avère être sensiblement plus difficile.
Blue Shift permet lui d'incarner l'agent de sécurité Barney Calhoun. L'action s'y déroule en parallèle de celle de Half-Life. À l'origine, Blue Shift n'était prévu que pour la Dreamcast (voir le paragraphe consacré aux portages ci-dessus). Blue Shift est accompagné d'un Pack Haute Définition (High Definition Pack), qui permettra d'améliorer l'aspect des personnages et créatures de tous les épisodes de la série (Blue Shift compris, ces améliorations n'y étant pas incluses d'office). Ce pack modifie également l'aspect des armes. Blue Shift sera plutôt mal accueilli par la critique, qui lui reprochera sa trop courte durée de vie et son manque total de nouveautés par rapport à Half-Life.
Des éditions spéciales comme Half Life Génération (2002) ou Half Life Anthology (2005), incluant Half-Life et plusieurs de ses extensions multijoueur (Team Fortress, Counter-Strike entre autres) en plus de ces deux extensions solo seront sporadiquement commercialisées. D'un point de vue commercial, Half Life Anthology est perfectible en ce sens qu'il ne permet pas d'utiliser le High Definition Pack et contraint le joueur à utiliser le logiciel Steam. Quant à Half Life Generation, il n'est plus commercialisé.
La suite Half-Life 2 était initialement attendue pour septembre 2003, mais le jeu a été plusieurs fois retardé pour sortir en novembre 2004. Les développeurs ont assuré aux fans que les épisodes en conception égaliseraient un Half-Life 3 et empêcheraient donc toute attente de 5 ans, avec une sortie étalée tous les 6 mois. Deux épisodes sont également disponibles pour ce moteur, Half-Life 2: Episode One sorti le 1er juin 2006 et Half-Life 2: Episode Two sorti quant à lui le 10 octobre 2007. Ce dernier épisode se termine sur un cliffhanger, appelant à une suite. Même s'il fut officiellement annoncé pour noël 2007, Half-Life 2: Episode Three ou Half-Life 3 n'eut plus aucune confirmation officielle de la part de Valve que ce soit sur son statut de développement ou son existence, devenant un vaporware,.
La sortie de Half-Life 2 et les progrès graphiques de celui-ci par rapport à Half-Life ont poussé les développeurs à mettre à jour son moteur graphique via une nouvelle version du jeu, incluant des textures lissées et quelques nouveaux effets (nouvelles explosions, rendu plus réaliste des étendues d'eau, etc.) : Half-Life: Source. Cependant le moteur graphique restait celui d'origine, agrémenté de quelques petites améliorations purement esthétiques. Un groupe de développeurs indépendants appelé la Crowbar Collective ont entrepris de réaliser un mod de Half-Life 2, Black Mesa, qui reprend, lui, toute l'aventure du premier Half-Life avec des graphismes entièrement refaits grâce au moteur graphique Source de Valve Corporation. Le mod ayant nécessité plus de sept années de développement est disponible depuis le 14 septembre 2012 dans une version inaboutie, la partie avec le monde extraterrestre Xen est sortie le 24 décembre 2019. La version finale (version 1.5) de l'adaptation a été commercialisée en novembre 2020, marquant la mise à jour finale du jeu.

### Remake
En 2012, le collectif de moddeurs Crowbar Collective sort un remake de la première moitié d'Half Life réalisé avec le moteur de jeu Source, sous le nom Black Mesa. Le remake est diffusé dans un premier temps sous forme de mod, avant d'être commercialisé sur Steam en accès anticipé à partir de 2015. En 2020, la version définitive de Black Mesa est commercialisée.